# 碧城郡
碧城郡（：／ Pyŏksŏng gun */?）是朝鮮民主主義人民共和國黃海南道南部的一個郡，東南臨海。2008年人口90,753人。下分1邑、21里。
1938年原海州郡分為海州郡和碧城郡。1952年青丹郡、新院郡、苔灘郡分出。另外大延坪島、小延坪島本隸屬本郡，1945年以後改屬京畿道甕津郡，韓戰後歸南韓管轄，現屬仁川廣域市甕津郡。